# Buddhizmus Bhutánban

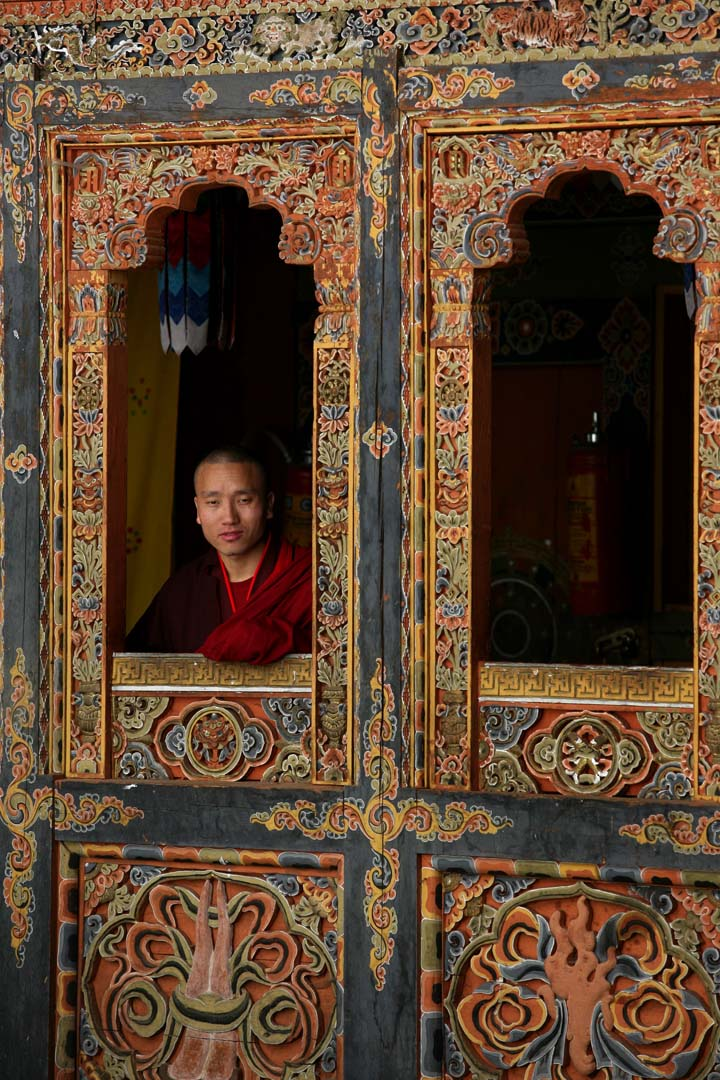
Egy kolostor ablakán kinéző bhutáni buddhista szerzetes

Bhután államvallása a vadzsrajána buddhizmus és az ország lakosságának kétharmada és háromnegyede között van a buddhisták aránya. Annak ellenére, hogy a buddhizmus, amelyet a bhutániak többsége gyakorol, a tibeti buddhizmusból ered, mégis jelentősen különböznek tőle a szertartások és más a buddhista egyház szervezete is. Az államvallást a kormányzat régóta támogatja pénzügyileg. A buddhista kolostorok, a szerzetesek, az apácák és a szenthelyek is éves segélyt kapnak. A 20. századi Vangcsuk-házba tartozó Dzsigme Dordzsi Vangcsuk kormányzása alatt olyannyira támogatta az állam a vallást, hogy tízezer aranyozott Buddha-szobor készült, elegáns külsővel megjelentették a 108 kötetes Kandzsúrt (Buddha szavainak gyűjteményét) és a 225 kötetes Tandzsúrt (szövegmagyarázatok), valamint országszerte számos sztúpát (csorten) emeltek. A társadalom jelentős részét teszik ki a buddhisták, akiknek garantált képviseletük van a Nemzeti Gyűlésben és a Királyi Tanácstestületben.

## Szervezetek
1989-ben mintegy ezer szerzetes (lam, vagy gelong, papnövendék) tartozott a Központi Egyháztestülethez Thimpu (főváros) és Punakha városokban, és mintegy négyezer szerzetes tartozott körzeti egyházi testületekhez. A szervezeti ranglétra tetején Je Khenpo áll, akit öt lopon, azaz öt mester segít. Az öt segítő a vallási hagyományokért, a vallásos szertartásokért, a szótárszerkesztésért, a logikáért és az egyetemért felelősek. Korábban ezek közül a lonponok közül az egyik (a Dordzsi Lonpon) követte a Je Khenpo-t a vezetői székben, ahol különféle vallási ügyintéző dolgozott alattuk, valamint a művészetért, a zenéért és egyéb területekért felelős alacsonyabb rangú hivatalnok. A gelug iskolához tartozó szerzetesek nőtlenek voltak, azonban a nyingma iskolához nem csak szerzetesek tartoztak, hanem világi emberek is (háztulajdonos (buddhizmus)|háztulajdonosok), akik házasodhattak, családjuk lehetett és világi foglalkozásuk. Az 1980-as években összesen mintegy 12 000 szerzetes volt Bhutánban. Az apácáknak is jelentős gyülekezetei voltak, azonban ezekről nem léteznek hivatalos adatok. A bhutáni buddhisták többsége a tibeti buddhizmus négy nagy iskolája közé tartozó kagyü (szó szerint: szóbeli átörökítés) iskola drugpa szektájához sorolja magát.
2002 júliusa óta létrehozták a Mendzsong Csötün Csogpa nemzeti nonprofit szervezetet az autentikus Buddha tanítások megőrzésére, amely a bhutániak kulturális nemzeti értéke.

### A Sabdrung
1907 előtt a legmagasabb buddhista vezető Bhutánban a Sabdrung volt, egy tulku, akit Bhután alapítójának a reinkarnációjának tartanak. A minden érző lény javára elkövetett cselekedeteiről úgy tartják, hogy hét élettel később teljesülnek.

## Kolostorok
Bhutánban teljesen általánosnak tekinthetők a kolostorok és a zárdák. A szerzetesek és az apácák is egyaránt leborotválják a fejüket és gesztenyebarna szerzetesi ruhát viselnek. Napjaikat tanulással és meditációval töltik, amik mellett szertartásokat is végeznek különböző bodhiszattvák előtt tisztelegve, a halottakért imádkoznak és kérik a bodhiszattvák közbenjárását a betegek meggyógyítása érdekében. Imádságaik között akadnak kántálások és énekek, amelyeket emberi combcsontból készült kagyló trombitákkal, akár három méteres fém kürtökkel, álló dobokkal, cimbalmokkal, harangokkal, gongokkal és fapálcákkal kísérnek. Az ehhez hasonló egyházi zenéléseket és énekléseket általában nem közönség előtt teszik. A bhutáni változat a monoton tibetinél jóval dallamosabb. A hétköznapi emberek is gyakorolják a vallást világi módon: figyelnek beszédükre, gondolataikra, cselekedeteikre és a szent napokon felkeresnek szent helyeket és szent embereket. Szent napok a bhutáni naptárban: a hónap 8., 10., 15., 25., 28. és 30. napja.

## Épületek és építmények
A buddhizmust szimbólumokon és építményeken keresztül juttatják el az emberekhez. Mindenfelé találni vallási épületeket, imafalakat, imazászlókat és hegyoldalakba vájt szent mantra szövegeket. A vallási épületek közé tartozik a  csorten, amely az indiai sztúpák bhutáni verziója. Ezek lehetnek egyszerű, négyszögalapú "ház" csortenek vagy összetett alakzatok, díszített lépcsőkkel, ajtókkal, dómokkal és tornyokkal. Egyes épületet a Buddha szemével díszítik, amely egy időben minden irányba lát. Ezek a föld, tégla vagy kő anyagból készült szerkezetek elhunyt királyoknak, buddhista szenteknek és egyéb tiszteletreméltó szerzeteseknek állítanak emléket, amelyek olykor ereklyeként funkcionálnak. Az imafalakat tantrikus imádságokkal díszítik. Fatáblákkal nyomtatnak szövetre imákat, amelyekből magas, keskeny, színes imazászlókat készítenek. Ezek végül magas oszlopokra kerülnek szent helyek mellett vagy egyéb spirituális helyeken.

## Bön vallás Bhutánban
A buddhizmus bevezetése előtt Bhután szerte a bön (vagy bon) ősi hitrendszerét követték. A 8. században Indiából és Tibetből behozott bön tanát olyannyira erőteljesen felélesztette a buddhizmus, hogy az a 11. századra a buddhizmustól független iskolaként kezdett működni. A bönnek a mai modern Bhutánban is vannak követői.